# 网页浏览器比较

根據StatCounter的網頁使用率 (截至2015)

以下是一些比較常用的網頁瀏覽器比較。如欲了解軟件詳細情况，請參見對應條目。

## 一般資料
瀏覽器的一般資料：創作者／公司、軟體執照／價格等等。
| Windows, macOS, Linux | 134.0.6998.117/118（2025年3月19日，4天前） |
| Android               | 134.0.6998.108（2025年3月19日，4天前）     |
| iOS                   | 134.0.6998.99（2025年3月11日，12天前）     |

| Android  | 105.0.1343.50（2022年9月27日）  |
| iOS      | 105.0.1343.47（2022年9月26日）  |
| macOS    | 105.0.1343.50（2022年9月27日）  |
| Windows  | 107.0.1418.24（2022年10月26日） |
| Xbox One | 44.18363.8131（2020年1月7日）   |

| Android  | 105.0.1343.50（2022年9月27日）  |
| iOS      | 105.0.1343.47（2022年9月26日）  |
| macOS    | 105.0.1343.50（2022年9月27日）  |
| Windows  | 107.0.1418.24（2022年10月26日） |
| Xbox One | 44.18363.8131（2020年1月7日）   |

| 標準版            | 77.0.1（2018年8月8日）  |
| 延長支持版（ESR） | 68.9.0（2018年6月26日） |

| Windows | 10.8.4552.400（2021年11月23日） |
| macOS   | 4.5.123.400（2019年4月7日）     |
| iOS     | 12.1.3（2021年11月19日）        |
| Android | 10.4.0.6930（2020年5月19日）    |

| macOS   | 15.0（2021年9月20日） |
| iOS     | 15.0（2021年9月20日） |
| Windows | 5.1.7（2012年5月9日） |

## 操作系统支持
瀏覽器在無需模擬軟體下所支援的操作系统。
| 名稱                                     | Windows            | macOS/OS X/Mac OS X | Mac OS 9     | Linux | BSD  | Unix |
| ---------------------------------------- | ------------------ | ------------------- | ------------ | ----- | ---- | ---- |
| Amaya                                    | 是                 | 是                  | 未知         | 是    | 是   | 是   |
| Avant Browser                            | 是                 | 否                  | 否           | 否    | 否   | 否   |
| Camino                                   | 否                 | 是                  | 否           | 否    | 否   | 否   |
| Chrome                                   | 是                 | 是                  | 否           | 是    | 否   | 否   |
| Chromium                                 | 是                 | 是                  | 否           | 是    | 是   | 否   |
| Dillo                                    | 否                 | 是                  | 否           | 是    | 是   | 是   |
| ELinks                                   | 是                 | 是                  | 是           | 是    | 是   | 是   |
| Epiphany                                 | 否                 | 是                  | 否           | 是    | 是   | 是   |
| Flock                                    | 是                 | 是                  | 否           | 是    | 否   | 否   |
| Galeon                                   | 否                 | 是                  | 否           | 是    | 是   | 是   |
| iCab                                     | 否                 | 是                  | 是           | 否    | 否   | 否   |
| Internet Explorer                        | 是                 | 捨棄                | 捨棄         | 否    | 否   | 捨棄 |
| K-Meleon                                 | 是                 | 否                  | 否           | 否    | 否   | 否   |
| Konqueror                                | 是                 | 是                  | 否           | 是    | 是   | 是   |
| Links                                    | 是                 | 是                  | 是           | 是    | 是   | 是   |
| Lunascape                                | 是                 | 否                  | 否           | 否    | 否   | 否   |
| Lynx                                     | 是                 | 是                  | 是           | 是    | 是   | 是   |
| Maxthon                                  | 是                 | 否                  | 否           | 否    | 否   | 否   |
| Mosaic                                   | 捨棄               | 捨棄                | 捨棄         | 捨棄  | 捨棄 | 捨棄 |
| Mozilla Application Suite （已停止開發） | 是                 | 是                  | 捨棄         | 是    | 是   | 是   |
| Mozilla Firefox                          | 是                 | 是                  | 是           | 是    | 是   | 是   |
| Netscape Browser                         | 是                 | 否                  | 捨棄         | 否    | 否   | 否   |
| Netscape Navigator 9                     | 是                 | 是                  | 否           | 是    | 否   | 否   |
| OmniWeb                                  | 否                 | 是                  | 否           | 否    | 否   | 否   |
| Opera                                    | 是                 | 是                  | 捨棄（6.03） | 是    | 是   | 是   |
| QupZilla                                 | 是                 | 測試中              | 否           | 是    | 是   | 是   |
| Safari                                   | 捨棄（版本：5.17） | 是                  | 否           | 否    | 否   | 否   |
| SeaMonkey                                | 是                 | 是                  | 捨棄         | 是    | 是   | 是   |
| Sleipnir                                 | 是                 | 否                  | 否           | 否    | 否   | 否   |
| TheWorld世界之窗                         | 是                 | 否                  | 否           | 否    | 否   | 否   |
| Vivaldi (瀏覽器)                         | 是                 | 是                  | 未知         | 是    | 未知 | 未知 |
| 搜狗浏览器                               | 是                 | 否                  | 否           | 否    | 否   | 否   |
| WorldWideWeb （只支援NEXTSTEP）          | 否                 | 否                  | 否           | 否    | 否   | 否   |
| 名稱                                     | Windows            | macOS/OS X/Mac OS X | Mac OS 9     | Linux | BSD  | Unix |

## 瀏覽器特點
| 名稱                      | 分頁瀏覽 | 下載管理 |      | 拼字檢查 | 廣告過濾 |        | 網頁縮放 |      |      | 開放原始碼 |
| ------------------------- | -------- | -------- | ---- | -------- | -------- | ------ | -------- | ---- | ---- | ---------- |
| Amaya                     | 是       | 未知     | 未知 | 是       | 未知     | 不適用 | 是       | 未知 | 未知 | 是         |
| Avant Browser             | 是       | 否       | 是   | 否       | 是       | 是     | 是       | 未知 | 未知 | 是         |
| Camino                    | 是       | 是       | 是   | 否       | 否       | 是     | 否       | 是   | 未知 | 是         |
| Chrome                    | 是       | 是       | 是   | 是       | 部分     | 是     | 是       | 是   | 是   | 否         |
| Dillo                     | 否       | 否       | 部分 | 否       | 否       | 否     | 否       | 未知 | 未知 | 是         |
| ELinks                    | 是       | 是       | 否   | 否       | 不適用   | 否     | 不適用   | 是   | 未知 | 是         |
| Epiphany                  | 是       | 是       | 是   | 否       | 否       | 是     | 是       | 未知 | 未知 | 是         |
| Flock                     | 是       | 是       | 是   | 否       | 部分     | 是     | 否       | 是   | 未知 | 是         |
| Galeon 1.2                | 是       | 未知     | 是   | 否       | 未知     | 是     | 是       | 是   | 未知 | 是         |
| iCab                      | 是       | 是       | 是   | 否       | 是       | 是     | 是       | 否   | 未知 | 未知       |
| Internet Explorer         | 是       | 是       | 是   | 否       | 是       | 是     | 是       | 否   | 是   | 否         |
| K-Meleon                  | 是       | 否       | 是   | 否       | 未知     | 是     | 部分     | 是   | 未知 | 是         |
| Konqueror                 | 是       | 是       | 是   | 是       | 是       | 是     | 否       | 是   | 未知 | 是         |
| Links                     | 否       | 未知     | 未知 | 未知     | 未知     | 不適用 | 未知     | 未知 | 未知 | 是         |
| Lunascape                 | 是       | 是       | 是   | 否       | 未知     | 是     | 是       | 是   | 是   | 是         |
| Lynx                      | 否       | 否       | 否   | 否       | 否       | 不適用 | 否       | 未知 | 未知 | 是         |
| Maxthon                   | 是       | 是       | 是   | 是       | 是       | 是     | 是       | 是   | 是   | 否         |
| Mosaic                    | 否       | 未知     | 否   | 未知     | 否       | 不適用 | 未知     | 未知 | 否   | 是         |
| Mozilla Application Suite | 是       | 是       | 是   | 是       | 部分     | 是     | 否       | 是   | 否   | 是         |
| Mozilla Firefox           | 是       | 是       | 是   | 是       | 部分     | 是     | 是       | 是   | 是   | 是         |
| Netscape Navigator 9      | 是       | 是       | 是   | 是       | 部分     | 是     | 否       | 是   | 未知 | 是         |
| OmniWeb                   | 是       | 是       | 是   | 是       | 是       | 是     | 否       | 未知 | 未知 | 未知       |
| Opera                     | 是       | 是       | 是   | 是       | 部分     | 是     | 是       | 是   | 是   | 否         |
| QupZilla                  | 是       | 是       | 是   | 否       | 是       | 是     | 是       | ?    | ?    | 否         |
| Safari                    | 是       | 是       | 是   | 是       | 否       | 是     | 是       | 否   | 是   | 部份       |
| SeaMonkey                 | 是       | 是       | 是   | 是       | 部分     | 是     | 是       | 是   | 是   | 是         |
| Sleipnir                  | 是       | 是       | 是   | 否       | 否       | 是     | 是       | 未知 | 未知 | 否         |
| TheWorld世界之窗          | 是       | 是       | 是   | 否       | 是       | 是     | 是       | 是   | 未知 | 否         |
| Vivaldi (瀏覽器)          | 是       | 是       | 是   | 是       |          | 是     | 是       | 是   | 是   | 否         |
| 搜狗浏览器                | 是       | 是       | 是   | 否       | 是       | 是     | 是       | 是   | 未知 | 否         |
| WorldWideWeb              | 否       | 未知     | 否   | 未知     | 否       | 不適用 | 未知     | 未知 | 未知 | 未知       |
| 名稱                      | 分頁瀏覽 | 下載管理 |      | 拼字檢查 | 廣告過濾 |        | 網頁縮放 |      |      | 開放原始碼 |

1. 1 2 3 4 5 6  Chrome、Mozilla、Mozilla Firefox和Netscape均支援簡單的基於域名的圖片攔截。擴充套件可提供更為進階的基於正則表達式的廣告過濾。
2. ↑  Google Chrome本身並非自由軟體，也未開放原始碼。 (見 9.2:除非經過法律明確許可或要求，或是經過Google明確書面許可，否則您不得（亦不得允許他人）複製或修改軟體或軟體任何部分，或是就軟體或軟體任何部分建立衍生作品、進行逆向工程或解譯，或是以其他方式擷取軟體或軟體任何部分的原始碼。
3. ↑  Galeon 1.3因為重新編寫的關係，尚未支援Galeon 1.2的所有功能。
4. ↑  Internet Explorer是唯一一個支援元件物件模型的瀏覽器。ActiveX元件雖能為Internet Explorer增加功能，但亦使它更容易感染病毒、特洛伊木馬和間諜軟體。
5. ↑  新版Konqueror已經內建Adblock，可對網頁廣告進行過濾。
6. ↑  Firefox 3.0已經可以進行完整的網頁放大與縮小，包含圖片。

## 網頁技術支援
一般瀏覽器所支援的網頁標準和技術。
| 名稱                      | CSS2 | 框架 | Java | JavaScript | XSLT | XHTML | MathML | XForms | RSS  | Atom | Acid2 | Acid3 | HTML5 | CSS3 |
| ------------------------- | ---- | ---- | ---- | ---------- | ---- | ----- | ------ | ------ | ---- | ---- | ----- | ----- | ----- | ---- |
| Amaya                     | 是   | 否   | 否   | 否         | 未知 | 是    | 是     | 否     | 否   | 否   | 否    | 未知  | 未知  | 未知 |
| Camino                    | 是   | 是   | 是   | 是         | 是   | 是    | 是     | 否     | 未知 | 未知 | 否    | 未知  | 未知  | 未知 |
| Google Chrome             | 是   | 是   | 是   | 是         | 未知 | 是    | 否     | 未知   | 否   | 否   | 是    | 是    | 部份  | 是   |
| Dillo                     | 否   | 部份 | 否   | 否         | 未知 | 未知  | 否     | 否     | 否   | 否   | 否    | 未知  | 未知  | 未知 |
| ELinks                    | 部份 | 是   | 否   | 部份       | 未知 | 否    | 否     | 否     | 否   | 否   | 否    | 未知  | 未知  | 未知 |
| Epiphany                  | 是   | 是   | 是   | 是         | 是   | 是    | 是     | 否     | 否   | 否   | 否    | 未知  | 未知  | 未知 |
| Flock                     | 是   | 是   | 是   | 是         | 是   | 是    | 是     | 是     | 是   | 是   | 是    | 未知  | 未知  | 未知 |
| Galeon                    | 是   | 是   | 是   | 是         | 是   | 是    | 是     | 否     | 未知 | 未知 | 否    | 未知  | 未知  | 未知 |
| iCab                      | 部份 | 是   | 是   | 是         | 未知 | 否    | 否     | 否     | 否   | 否   | 是    | 未知  | 未知  | 未知 |
| Internet Explorer         | 部份 | 是   | 是   | 是         | 是   | 否    | 否     | 否     | 是   | 是   | 是    | 未知  | 部份  | 未知 |
| K-Meleon                  | 是   | 是   | 是   | 是         | 是   | 是    | 否     | 否     | 是   | 是   | 否    | 未知  | 未知  | 未知 |
| Konqueror                 | 是   | 是   | 是   | 是         | 未知 | 是    | 否     | 否     | 是   | 是   | 是    | 未知  | 未知  | 未知 |
| Links                     | 否   | 是   | 否   | 部份       | 未知 | 否    | 否     | 否     | 否   | 否   | 否    | 未知  | 未知  | 未知 |
| Lunascape                 | 是   | 是   | 是   | 是         | 是   | 是    | 是     | 是     | 是   | 是   | 是    | 未知  | 未知  | 未知 |
| Lynx                      | 否   | 否   | 否   | 否         | 未知 | 否    | 否     | 否     | 否   | 否   | 否    | 未知  | 未知  | 未知 |
| Maxthon                   | 部份 | 是   | 是   | 是         | 是   | 否    | 否     | 否     | 是   | 是   | 否    | 未知  | 未知  | 未知 |
| Mosaic                    | 否   | 否   | 否   | 否         | 否   | 否    | 否     | 否     | 否   | 否   | 否    | 否    | 否    | 否   |
| Mozilla Application Suite | 是   | 是   | 是   | 是         | 是   | 是    | 是     | 否     | 否   | 否   | 否    | 未知  | 部份  | 未知 |
| Mozilla Firefox           | 是   | 是   | 是   | 是         | 是   | 是    | 是     | 否     | 是   | 是   | 是    | 未知  | 未知  | 未知 |
| Netscape                  | 是   | 是   | 是   | 是         | 是   | 是    | 是     | 否     | 否   | 否   | 否    | 未知  | 未知  | 未知 |
| Netscape Navigator 9      | 是   | 是   | 是   | 是         | 是   | 是    | 是     | 否     | 是   | 是   | 否    | 未知  | 未知  | 未知 |
| OmniWeb                   | 是   | 是   | 是   | 是         | 未知 | 未知  | 否     | 否     | 是   | 是   | 是    | 未知  | 未知  | 未知 |
| Opera                     | 是   | 是   | 是   | 是         | 否   | 是    | 否     | 否     | 是   | 是   | 是    | 是    | 部份  | 是   |
| Safari                    | 是   | 是   | 是   | 是         | 部份 | 是    | 否     | 否     | 是   | 是   | 是    | 是    | 部份  | 是   |
| SeaMonkey                 | 是   | 是   | 是   | 是         | 是   | 是    | 是     | 否     | 未知 | 未知 | 是    | 未知  | 未知  | 未知 |
| Sleipnir                  | 部份 | 是   | 是   | 是         | 是   | 否    | 否     | 否     | 是   | 是   | 否    | 未知  | 未知  | 未知 |
| Vivaldi (瀏覽器)          | 是   | 是   | 是   | 是         |      | 是    |        |        | 是   | 是   | 是    | 是    | 是    | 是   |
| 搜狗浏览器                | 是   | 是   | 是   | 是         | 未知 | 是    | 否     | 未知   | 否   | 否   | 是    | 未知  | 未知  | 未知 |
| WorldWideWeb              | 否   | 否   | 否   | 否         | 否   | 否    | 否     | 否     | 否   | 否   | 否    | 否    | 否    | 否   |
| 名稱                      | CSS2 | 框架 | Java | JavaScript | XSLT | XHTML | MathML | XForms | RSS  | Atom | Acid2 | Acid3 | HTML5 | CSS3 |

除了以上的標準網頁技術外，Internet Explorer亦支援微軟自家開發的VBScript和ActiveX；只有Windows版本的Internet Explorer才能使用ActiveX。
- Internet Explorer亦有部分不正規的Javascript
- Firefox亦有部分不正規的css。例如 -moz-***

1. ↑  CSS2為W3C為建議的標準，亦為最常用的CSS版本。
2. ↑  XHTML建基於HTML，但為XML的應用。因此，XHTML的原始碼必須比HTML更嚴謹。XHTML本應為XML parser所分析，但為了向後兼容的關係亦可當作HTML來分析。這表格只慮為把XHTML當作XML的瀏覽器。
3. ↑  Internet Explorer 6支援大部分CSS2的特性，但相比於其他瀏覽器，它有重大的程式錯誤。
4. 1 2  Konqueror可點選右下角雷達圖直接連結至Akregator訂閱RSS或Atom。
5. 1 2 3  2005年1月28日後的nightly browser實驗性的支援XForms  （页面存档备份，存于） 。需要安裝插件。
6. ↑  Firefox 3.0以後，已經可以完整支持Acid2。

## 通訊協定支援
一般瀏覽器所支援的互聯網協定。
| 名稱                      | 電子郵件 | FTP  | 新聞組 | SSL  | IRC | Gopher   | IDN  | data: URLs |
| ------------------------- | -------- | ---- | ------ | ---- | --- | -------- | ---- | ---------- |
| Amaya                     | 否       | 否   | 否     | 否   | 否  | 未知     | 未知 | 未知       |
| Camino                    | 否       | 是   | 否     | 是   | 否  | 是       | 是   | 是         |
| Chrome                    | 否       | 是   | 否     | 是   | 否  | 否       | 是   | 是         |
| Dillo                     | 否       | 未知 | 否     | 部分 | 否  | 否       | 未知 | 未知       |
| ELinks                    | 否       | 是   | 是     | 是   | 否  | 是       | 是   | 是         |
| Epiphany                  | 否       | 是   | 否     | 是   | 否  | 是       | 是   | 是         |
| Flock                     | 否       | 是   | 否     | 是   | 否  | 是       | 是   | 是         |
| Galeon                    | 否       | 是   | 否     | 是   | 否  | 是       | 是   | 是         |
| iCab                      | 否       | 是   | 否     | 是   | 否  | 未知     | 未知 | 未知       |
| Internet Explorer         | 否       | 是   | 否     | 是   | 否  | 預設關閉 | 是   | 否         |
| K-Meleon                  | 否       | 是   | 否     | 是   | 否  | 是       | 是   | 是         |
| Konqueror                 | 否       | 是   | 否     | 是   | 否  | 未知     | 是   | 是         |
| Links                     | 否       | 是   | 否     | 是   | 否  | 未知     | 未知 | 未知       |
| Lunascape                 | 否       | 是   | 否     | 是   | 否  | 否       | 是   | 是         |
| Lynx                      | 否       | 是   | 否     | 是   | 否  | 未知     | 未知 | 未知       |
| Maxthon                   | 否       | 是   | 否     | 部分 | 否  | 預設關閉 | 否   | 否         |
| Mosaic                    | 否       | 未知 | 否     | 未知 | 否  | 是       | 否   | 否         |
| Mozilla Application Suite | 是       | 是   | 是     | 是   | 是  | 是       | 是   | 是         |
| Mozilla Firefox           | 否       | 是   | 是     | 是   | 否  | 是       | 是   | 是         |
| Netscape                  | 是       | 是   | 是     | 是   | 否  | 是       | 是   | 是         |
| Netscape Navigator 9      | 否       | 是   | 是     | 是   | 否  | 是       | 是   | 是         |
| OmniWeb                   | 否       | 是   | 否     | 是   | 否  | 未知     | 是   | 未知       |
| Opera                     | 是       | 是   | 是     | 是   | 是  | 部分     | 是   | 是         |
| Safari                    | 否       | 部分 | 否     | 是   | 否  | 否       | 是   | 否         |
| SeaMonkey                 | 是       | 是   | 是     | 是   | 是  | 是       | 是   | 是         |
| Sleipnir                  | 否       | 是   | 否     | 是   | 否  | 預設關閉 | 是   | 否         |
| Vivaldi (瀏覽器)          | 是       | 是   | 是     | 是   | 是  |          | 是   | 是         |
| WorldWideWeb              | 否       | 是   | 是     | 否   | 否  | 否       | 否   | 否         |
| 名稱                      | 電子郵件 | FTP  | 新聞組 | SSL  | IRC | Gopher   | IDN  | data: URLs |

1. 1 2  很多瀏覽器都把電郵及新聞組部分分拆為獨立的產品。請參見電郵客戶端比較。
2. 1 2 3 4  ChatZilla （页面存档备份，存于）插件提供IRC支援。
3. 1 2 3 4  因為安全關係，IDN域名以punycode形式顯示 （页面存档备份，存于） 。
4. ↑  2005年1月28日後的nightly browser實驗性的支援XForms  （页面存档备份，存于） 。需要安裝插件。
5. ↑  Konqueror會自動把irc通訊協定的地址交由相關程式處理（例：Kopete）。
6. ↑  可透過proxy server支援Gopher。

## 圖像格式支援
一般的瀏覽器所支援的圖像格式。
| 名稱                      | JPEG | GIF | PNG  | MNG  | SVG  |
| ------------------------- | ---- | --- | ---- | ---- | ---- |
| Amaya                     | 是   | 是  | 是   | 否   | 部分 |
| Camino                    | 是   | 是  | 是   | 否   | 否   |
| Chrome                    | 是   | 是  | 是   | 否   | 是   |
| Dillo                     | 是   | 是  | 是   | 否   | 否   |
| ELinks                    | 否   | 否  | 否   | 否   | 否   |
| Epiphany                  | 是   | 是  | 是   | 否   | 否   |
| Flock                     | 是   | 是  | 是   | 否   | 是   |
| Galeon                    | 是   | 是  | 是   | 否   | 否   |
| iCab                      | 是   | 是  | 是   | 否   | 否   |
| Internet Explorer         | 是   | 是  | 部分 | 否   | 否   |
| K-Meleon                  | 是   | 是  | 是   | 否   | 否   |
| Konqueror                 | 是   | 是  | 是   | 是   | 部分 |
| Links                     | 是   | 是  | 是   | 否   | 否   |
| Lunascape                 | 是   | 是  | 是   | 否   | 否   |
| Lynx                      | 否   | 否  | 否   | 否   | 否   |
| Maxthon                   | 是   | 是  | 是   | 否   | 否   |
| Mosaic                    | 是   | 是  | 否   | 否   | 否   |
| Mozilla Application Suite | 是   | 是  | 是   | 捨棄 | 否   |
| Mozilla Firefox           | 是   | 是  | 是   | 否   | 是   |
| Netscape                  | 是   | 是  | 是   | 否   | 否   |
| Netscape Browser          | 是   | 是  | 是   | 否   | 是   |
| Netscape Navigator 9      | 是   | 是  | 是   | 否   | 是   |
| OmniWeb                   | 是   | 是  | 是   | 否   | 否   |
| Opera                     | 是   | 是  | 是   | 是   | 部分 |
| Safari                    | 是   | 是  | 是   | 否   | 是   |
| SeaMonkey                 | 是   | 是  | 是   | 否   | 是   |
| Sleipnir                  | 是   | 是  | 是   | 否   | 否   |
| 搜狗浏览器                | 是   | 是  | 是   | 否   | 否   |
| Vivaldi (瀏覽器)          | 是   | 是  | 是   | 是   | 是   |
| WorldWideWeb              | 是   | 是  | 否   | 否   | 否   |
| 名稱                      | JPEG | GIF | PNG  | MNG  | SVG  |

1. ↑  Internet Explorer並不能漸進顯示漸進JPEG（progressive JPEG）圖像。
2. ↑  Windows版Internet Explorer並不能正確顯示有alpha透明的PNG圖像，但在7.0版中已開始支援alpha透明。Mac版Internet Explorer則沒有此問題。
3. ↑  自從2003年6月6日開始不再支援MNG/JNG .   [2005-03-16]. （原始内容存档于2005-03-08）.  （页面存档备份，存于） 。
4. ↑  2005年1月28日後的nightly browser實驗性的支援XForms  （页面存档备份，存于） 。需要安裝插件。
5. ↑  OperaMini和Opera 8 Beta 3桌面版只支援SVG 1.1 Tiny（即是簡化版的SVG）。Opera 9桌面版支援SVG 1.1 Basic。